# Test di Romberg
Con la locuzione test di Romberg si intende un particolare esame diagnostico comunemente adoperato in neurologia e otorinolaringoiatria su pazienti che lamentano disordini dell'equilibrio o instabilità (atassia). La prova fu ideata dal neurologo Moritz Heinrich Romberg (1795-1873).
La procedura consiste nei seguenti passaggi: il medico chiede al paziente di stare in piedi a talloni uniti e braccia distese (a squadra, ovvero tali da formare con il resto del corpo un angolo di circa 90 gradi), ponendosi poi in avanti per un tempo di alcuni secondi a occhi aperti. Se il paziente riesce a mantenere la posizione e l'equilibrio con gli occhi aperti, requisito necessario per escludere l'atassia cerebellare, gli si fa ripetere l'esame a occhi chiusi.
Nel caso in cui il paziente tendesse a barcollare fortemente o cadere nei primi 30 secondi, il test è da intendersi positivo e indirizza l'esaminatore verso una diagnosi di atassia di informazione (presenza di deficit di informazione sensitiva propriocettiva e labirintica).
Il test sarà invece negativo nel caso il paziente rimanga in piedi (ad occhi chiusi) senza cadere. Una lieve oscillazione non è da considerarsi patologica.
In caso di atassia cerebellare, il paziente oscillerà sia ad occhi aperti che ad occhi chiusi, in quanto la mancanza di equilibrio non deriva dalla deprivazione del senso della vista (chiusura occhi), in presenza di turbe della sensibilità propriocettiva e labirintica, ma da turbe della funzione cerebellare (il paziente barcolla già a occhi aperti).
Il test così eseguito, purtroppo, è poco significativo nella diagnosi di disturbi fisici, in quanto risulta positivo anche in soggetti affetti da disturbi psicologici (ansia, stress). In caso di positività il medico deve escludere prima disturbi psicologici e, qualora invece li sospetti, può proporre durante il test piccoli diversivi o distrazioni, come tracciare dei segni col dito sulla fronte del paziente, oppure fargli tastare coi pollici le altre quattro dita. Il risultato positivo resta comunque incerto. 
Una variante o controprova del test consiste nel far osservare al paziente, sempre in piedi in posizione "d'attenti", il dito del medico fatto passare velocemente davanti agli occhi, da un lato all'altro. Questo senza che il paziente muova la testa, ma solo gli occhi.

## Storia
Il test prese il nome dal neurologo tedesco Moritz Heinrich Romberg (1795–1873), che diede anche il suo nome alla sindrome di Parry-Romberg e al segno di Howship-Romberg (il segno consiste nel dolore interno alla coscia durante la rotazione interna dell'anca. Può essere causato dall'ernia dell'otturatore).

## Fisiologia
Il mantenimento dell'equilibrio stando in posizione stazionaria si basa su percorsi sensoriali intatti, centri di integrazione sensomotoria e percorsi motori.
I principali input sensoriali sono:
- Propriocezione: propriocezione cosciente veicolata dalle colonne dorsali del midollo spinale con i fasci gracile e cuneato, e propriocezione non cosciente veicolata nelle colonne laterali del midollo spinale con i fasci spinocerebellari dorsali e ventrale.
- Visione
- Apparato vestibolare

Fondamentalmente, il cervello può ottenere informazioni sufficienti per mantenere l'equilibrio se due dei tre sistemi sono intatti.
L'integrazione sensomotoria viene effettuata dal cervelletto. La via motoria è costituita da fasci discendenti dell'extrapiramidale, tra cui il fascio vestibolo-spinale laterale.
La prima fase del test (in piedi con gli occhi aperti con le mani sui fianchi), dimostra che almeno due delle tre vie sensoriali sono intatte e che l'integrazione sensomotoria e la via motoria funzionano. Il paziente deve rimanere con gli occhi chiusi e le mani sui fianchi per 30 secondi. Se il paziente fa un passo o rimuove una mano dall'anca, il timer si ferma. Il paziente può fare due tentativi per completare i 30 secondi.
Se i sistemi propriocettivi e vestibolari sono intatti, l'equilibrio è conservato. Ma se la propriocezione è difettosa, due degli input sensoriali saranno assenti e il paziente ondeggerà quindi cadrà. Simile al test Romberg, il paziente deve rimanere senza supporto con gli occhi chiusi e le mani sui fianchi per 30 secondi. Il paziente può fare due tentativi per completare i 30 secondi.

### Patologie per cui il Romberg è positivo
Il test di Romberg è positivo in condizioni che causano atassia sensoriale come:
- Carenze vitaminiche come la vitamina B12
- Condizioni che colpiscono le colonne dorsali del midollo spinale, come tabe dorsale (neurosifilide), in cui è stato descritto per la prima volta.[3]
- Condizioni che colpiscono i nervi sensoriali (neuropatie sensoriali periferiche), come la poliradicoloneuropatia demielinizzante infiammatoria cronica (CIDP).
- Atassia di Friedreich
- Malattia di Meniere

## Romberg e funzione cerebellare
Il test di Romberg non è un test della funzione cerebellare. I pazienti con grave atassia cerebellare non saranno generalmente in grado di bilanciarsi anche con gli occhi aperti; pertanto, il test non può procedere oltre il primo passo e nessun paziente con atassia cerebellare può essere correttamente descritto come positivo al test di Romberg. Piuttosto, il test di Romberg è stato concepito come un test per la propriocezione. Un test di Romberg positivo che mostrerà un'andatura a base ampia in pazienti con mal di schiena ha dimostrato di essere specifico al 90% per la stenosi spinale lombare.